# Peplum
|  | Aquest article tracta sobre el gènere cinematogràfic. Si cerqueu la peça d'indumentària, vegeu «pèplum». |

El terme peplum (encunyat pel crític francès Jacques Siclier) es refereix a les pel·lícules italianes d'ambientació historico-mitològica entre el final dels anys cinquanta i la meitat dels anys seixanta. En l'àmbit anglosaxó aquest gènere es coneix com a sword and sandal films, literalment "pel·lícules d'espasa i sandàlia", i en italià com a sandaloni, literalment, "sandàlies".
Aquest gènere d'epopeies històriques (i també bíbliques) va dominar la indústria cinematogràfica italiana durant el període 1958-1965. El peplum va tractar d'emular les epopeies històriques de gran pressupost del Hollywood de l'època, com ara Samson and Delilah (1949), Quo Vadis? (1951), La túnica sagrada (1953), Els Deu Manaments (1956), Ben-Hur (1959), Espàrtac (1960) i Cleòpatra (1963).
El pèplum era una túnica femenina de les antigues Grècia i Roma. Efectivament, era una peça rectangular de grans plecs doblegada en dos per cobrir el cos i després cosida amb la finalitat de formar una espècie de tub cilíndric, on la part superior descendeix sobre el pit. Les dues meitats de la tela són unides per una agulla sobre cada espatlla.

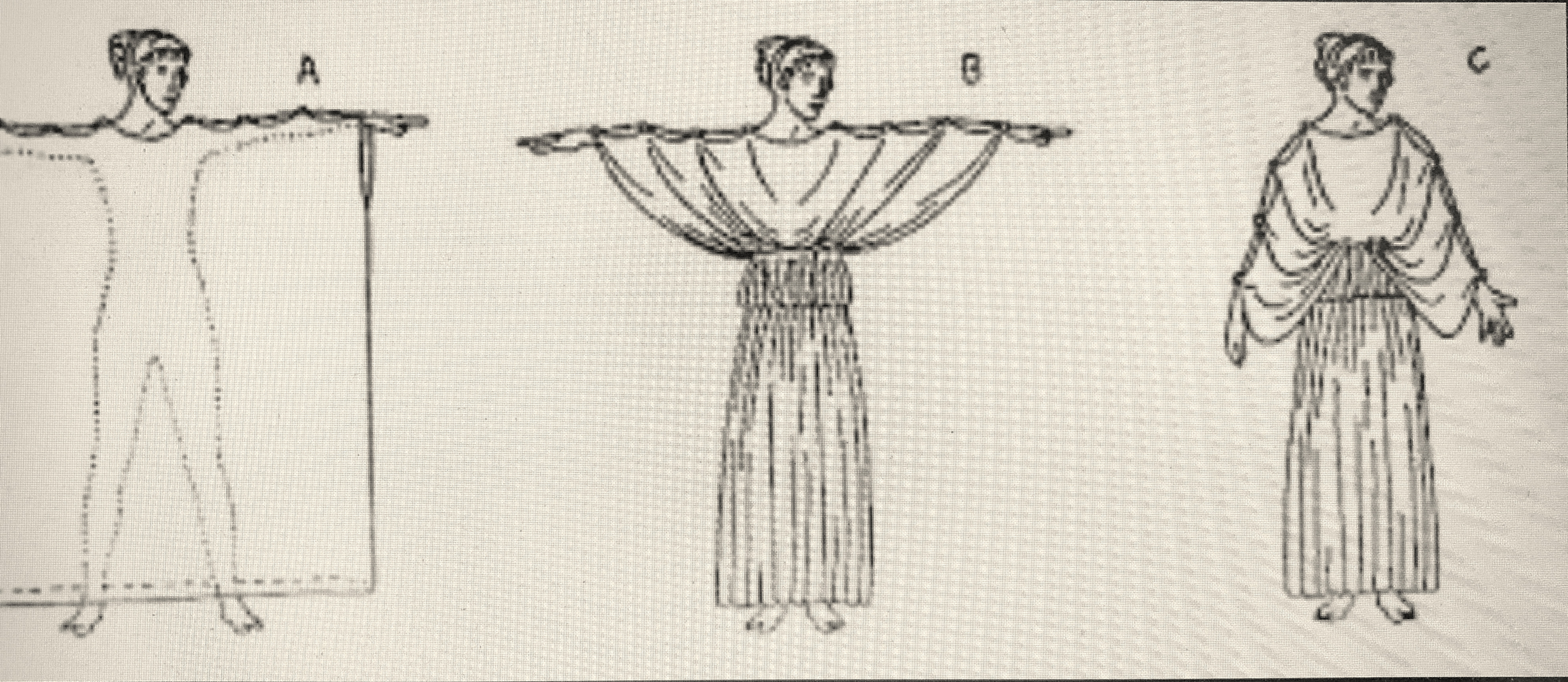
pèplum

Les temàtiques antigues no eren novetat en el cinema. No obstant això, es considera que el gènere peplum apareix cap al 1958 amb la pel·lícula Le fatiche di Ercole, interpretat per Steve Reeves, un ex Míster Univers que es va transformar en una de les icones del gènere.
Des dels inicis del cinema, l'antiguitat grecoromana sempre ha estat una font inesgotable d'històries, aventures i personatges que semblaven fets per al cinema. El peplum es converteix així en un dels gèneres més rellevants des del punt de vista quantitatiu de la producció del cinema italià. Però resulta ser un camp de tensions que travessa tota la història del cinema amb una intensitat variable, modulant de forma diferent segons les èpoques i les necessitats.

## Característiques
Tot i que l'argument de les diferents pel·lícules de gènere peplum és variat, podem trobar en la majoria d'elles una sèrie de característiques comunes:
- El fil argumental típic de les pel·lícules peplum es limita a ser el d'un governant sense moral ni escrúpols que té subjugada a la població i al qual l'heroi s'hi ha d'enfrontar.
- Les aventures de l'heroi es teixeixen al voltant d'una trama d'intrigues de palau ordides pel malvat.
- Hi una radicalització moral absoluta. L'heroi és d'una bondat impol·luta i el dolent és d'una maldat irredimible.
- L'heroi en té prou amb la seva pròpia força física o habilitat de lluita per sortir victoriós.
- Els personatges femenins es limiten al de la noia bona i la noia del dolent.
- Els escenaris o el vestuari no tenen per què tenir cap relació artística o històrica precisa amb l'època que retraten.
- Inclouen habitualment una escena de dansa de dones exaltant la bellesa femenina, i una lluita multitudinària.
- El peplum era un gènere que normalment tenia un baix pressupost, arribant a reciclar molts escenaris d'altres pel·lícules.

## Relació entre el peplum i el cinema bíblic
El peplum és un gènere fílmic que generalment es considera com a cinema històric d'aventures. El fil argumental típic de les pel·lícules peplum es limita a ser el d'un governant sense moral ni escrúpols que té subjugada a la població i al qual l'heroi s'hi ha d'enfrontar.
El cinema bíblic és un gènere cinematogràfic caracteritzat per l'ambientació en una època històrica determinada. És un dels gèneres més comuns i els seus orígens es remunten fins als orígens mateixos de la història del cinema.
Al llibre Peple: El cinema italià lluitant contra el món antic, Francesco di Chiara ens explica els principis del peplum i la rellevància que va tenir en la producció del cinema italià.
| «                                                                          | Es converteix, de tant en tant, en un vehicle de promoció cultural del medi cinematogràfic, un lloc de mediació entre les demandes de la societat de consum i les arrels de la cultura nacional, o un entorn metafòric per establir la sàtira del comportament contemporani. | » |
| — Francesco di Chara, Peple: El cinema italià lluitant contra el món antic | |   |

## Els orígens
S'ha de buscar l'origen del peplum en una sèrie de superproduccions de Hollywood que es van rodar durant la primera meitat de la dècada de 1950.
L'èxit de les pel·lícules Quo Vadis, La túnica sagrada (i de la seva segona part, Demetri i els gladiadors) i Els Deu Manaments van motivar de l'aparició del gènere peplum pocs anys després.

### Quo vadis
És una pel·lícula estatunidenca del 1951, del gènere històric, basada en la novel·la homònima d'Henryk Sienkiewicz. Va ser dirigida per Mervyn LeRoy. La pel·lícula fou candidata a vuit premis Oscar, però no n'obtingué cap. Peter Ustinov va obtenir la candidatura a l'Oscar al millor actor secundari pel seu personatge de Neró.
Amb un pressupost de 7,6 milions de dòlars, i uns ingressos de 21 milions de dòlars, va obtenir un benefici de 13,4 milions de dòlars.

### La túnica sagrada
The robe en el seu títol en anglės, és una pel·lícula nord-americana èpica-històrica de 1953 dirigida per Henry Koster i basada en la novel·la històrica homònima de Lloyd C. Douglas, publicada el 1942. És protagonitzada per Richard Burton, Jean Simmons i Victor Mature en els papers principals.
Va obtenir tres candidatures al Premi Oscar en 1954, incloent les de millor pel·lícula, millor actor principal (Richard Burton) i millor fotografia. Va guanyar el Globus d'Or 1954 a la millor pel·lícula de drama, i després va ser guardonada amb dos Premis Oscar 1954, a la millor direcció artística i millor disseny de vestuari.
Aquesta pel·lícula tenia un pressupost de 4,1 milions de dòlars, i va obtenir uns ingressos de 36 milions de dòlars, això va susuposar un benefici de 31,9 milions de dòlars. Poc després es va fer una segona part, Demetri i els gladiadors, el 1954.

### Demetri i els gladiadors
És una pel·lícula nord-americana de 1954 dirigida per Delmer Daves. Protagonitzada per Victor Mature, Susan Hayward, Michael Rennie, Debra Paget, Jay Robinson, Barry Jones, William Marshall i Anne Bancroft en els papers principals.
El guió està basat en els personatges creats per Lloyd C.Douglas en la seva novel·la The Robe. És una seqüela de la pel·lícula La túnica sagrada.
Aquesta pel·lícula tenia un pressupost de 1,99 milions de dòlars, i va obtenir uns ingressos de 26 milions de dòlars, la qual cosa va suposar un benefici de 24,01 milions de dòlars.

### Els deu Manaments
És una pel·lícula estatunidenca dirigida per Cecil B. DeMille i estrenada l'any 1956. És protagonitzada per Charlton Heston, Yul Brynner i Anne Baxter.
La pel·lícula va aconseguir l'èxit internacional i va obtenir set nominacions a l'Oscar, guanyant l'Oscar als millors efectes especials per escenes tan sorprenents com l'obertura de les aigües del mar Roig.

## Els inicis
Les principals pel·lícules d'aquest període són:
- 1958. Le fatiche di Ercole. La princesa Iole va en un carro tirat per uns cavalls desbocats. Hèrcules, que va de camí a la cort del rei Pelias de Yolco per instruir en l'ús de les armes al príncep Ífito, arrenca un arbre i, posant-davant travessat en el seu camí, deté als cavalls.

- 1958. La batalla de Marató. Guerres Mèdiques (490-479 aC) En l'Edat Antiga, Grècia estava dividida en petites ciutats estat completament independents entre si. No obstant això, quan les tropes de Darios, rei dels perses, intenten envair la península hel·lènica, tots els estats grecs van unir les seves forces entorn a Atenes per defensar la seva llibertat independència. L'any 490 aC va tenir lloc la batalla de Marató, en la qual l'exèrcit atenès dirigit per Milcíades va obtenir una gran victòria.

- 1958. La rebel·lió dels gladiadors. Durant el segle ii les fronteres de l'Imperi Romà s'estenen fins als límits del món conegut en aquell temps. El tribú Marc Numidio, que porta una vida ociosa en la seva vila de Roma, ha d'anar a Armènia, on una revolució de gladiadors li està creant no pocs maldecaps al vell governador. Però en Telifonte, la capital d'Armènia, l'espera una cort plena d'escurçons, entre les quals hi ha la princesa Amira.

- 1959. Hèrcules encadenat. Etèocles pretén fer de Iole víctima de les feres a l'arena de l'amfiteatre. Hèrcules mata tres tigres, rescata a la seva esposa i ajuda a l'exèrcit tebano a repel·lir a uns assaltants que són mercenaris comandats per Polinices.

## L'època daurada
La dels anys 60 va ser la dècada daurada del peplum. Algunes superproduccions de Hollywood com Ben-Hur (1959), Espàrtac (1960) i La caiguda de l'Imperi Romà (1964) donaran durant aquests anys un fort impuls a la producció de nombroses pel·lícules de l'esmentat gènere. A més, el peplum ja no serà només el gènere de les pel·lícules de temàtica clàssica, sinó també les que es basen en algun episodi de la Bíblia, com ara Barrabàs (1961).

### Cinecittà
És un gran estudi cinematogràfic situat a Roma, a la via Tuscolana, a la perifèria oriental de la ciutat. És considerat el bressol del cinema italià on s'hi han rodat més de 3.000 pel·lícules, noranta de les quals han rebut una nominació als premis Oscar i 47 han guanyat el guardó.

### Pel·lícules
- 1959. Ben-Hur: Antiga Roma, sota el regnat dels emperadors August i Tiberi (s. I d.C.). Judá Ben-Hur (Charlton Heston), fill d'una família noble de Jerusalem, i Mesala (Stephen Boyd), tribú romà que dirigeix els exèrcits d'ocupació, són dos antics amics, però un accident involuntari els converteix en enemics irreconciliables. Ben-Hur és acusat d'atemptar contra la vida del nou governador romà, i Mesala l'empresona a ell i a la seva família. Mentre Ben-Hur és traslladat a galeres per complir la seva condemna, un home anomenat Jesús de Natzaret s'apiada d'ell i li dona a beure. A galeres coneixerà al comandant de la nau (Jack Hawkins) i més tard a un xeic àrab (Hugh Griffith) que participa amb els seus magnífics cavalls en curses de quàdrigues.

- 1960. Espàrtac: En unes pedreres de Líbia, un esclau anomenat Espartac tracta d'ajudar a un ancià que cau esgotat pel pes de la seva càrrega, pel que és assotat pels guàrdies. És llavors quan arriba Lèntul Batiat, un mercader d'esclaus i dirigent d'una escola de gladiadors a Capua, el qual decideix endur-se Espartac amb ell.

- 1960. El monstre de Creta: A Creta, la bella i malvada princesa Fedra envia a l'oficial Quiron a assassinar la seva germana bessona Ariadna, que va créixer en una família camperola.

- 1960. El rapte de les Sabines: Segons el mite, a la Roma dels primers temps hi havia molt poques dones. Per solucionar això, Ròmul, el seu fundador i primer rei, va organitzar unes proves esportives en honor del déu Neptú, a les quals va convidar els pobles veïns.

- 1960. Goliath and the dragon: Més coneguda com La venjança d'Hèrcules, és una coproducció franco-italiana protagonitzada per un aixecador de pes i la gimnasta Mark Forest i Broderick Crawford com el dolent.

- 1960. Mesalina: Al segle i, l'Emperador Calígula ha estat assassinat i Claudi és proclamat Cèsar. Un noble conspirador demana que Claudi es casi amb la jove Messalina, per poder manipular-la i controlar el tron. No obstant això Messalina té els seus propis projectes i mata al noble una vegada casada. Mentrestant, un jove comandant militar anomenat Lucius Maximus troba a Messalina en els jardins i s'hi enamora, però ella fa servir un nom fals i ell no arriba a esbrinar la seva identitat. Messalina l'envia a la guerra a Armènia.

- 1961. La venjança d'Ursus: El malvat Rei Zagro (Livi Lorenzon) demana al rei d'un país veí (Rei Alteo) el permís per casar-se amb la seva filla, la bella princesa Sira (Wandisa Guida), una unió política que permetrà unir els dos països.

- 1961. La guerra de Troia: La història clàssica dels grecs, de l'amor entre Helena i Paris, del guerrer Aquiles amb el seu punt debil al taló, Aeneas, i el cavall de fusta de Troia donat com a regal, que amagava soldats enemics.

- 1961. Ròmul i Rem: Els germans bessons es revolten contra la tirania preromana a Itàlia i després arribar a una bifurcació dels camins, ja que porten a la seva gent cap a la fundació d'una nova ciutat, coneguda com a Roma. Basada en la llegenda de Ròmul i Rem. Gènere: Acció, Aventura, Drama, Història, Guerra.

- 1961. Barrabàs: Poc abans de la crucifixió de Jesús de Natzaret, el procurador romà Ponç Pilat ofereix a la multitud perdonar i alliberar un dels dos condemnats: Jesús o Barrabàs, un perillós criminal i assassí. La multitud tria Barrabàs i aquest és deixat en llibertat.

- 1961. Ursus: Ursus torna al seu país després de llargs anys de guerra, per reunir-se amb Attea, la seva núvia, filla de l'escultor Clio. Però en arribar, Doreida, esclava cega de Bolets, l'informa que Clio ha estat assassinat i Attea raptada. Ursus descobreix que Bolets està involucrat en aquests actes i, en sentir-descobert, tracta d'alliberar-se d'Ursus, però aquest el fa presoner i juntament amb Doreida es dirigeix a les illes Zaas, on segons les seves notícies ha estat conduïda el seu amor.

- 1961. El gegant de Metròpolis: Fa més de 20.000 anys, en el misteriós continent de l'Atlàntida, el rei Yotar de Metròpolis manipula les forces de la naturalesa per governar el planeta. Obro, enviat per advertir Yotar de les catastròfiques conseqüències dels seus vils experiments, és capturat pel monarca que l'utilitza per assajar amb ell les seves investigacions sobre la immortalitat. Salvat per la reina Texear, i acompanyat per la princesa Meceda, Obro, però, es veu incapaç d'aturar la força destructiva de la natura.

- 1962. Sodoma i Gomorra: Història bíblica sobre les ciutats de Sodoma i Gomorra. Lot i la seva tribu travessen el desert a la recerca de la Terra Promesa. S'aturen a les rodalies de Sodoma i Gomorra, ciutats on impera el vici. La reina del lloc els autoritza a instal·lar-se a les seves terres a canvi del pagament d'un tribut anual.

- 1962. La llegenda d'Eneas: Un grup de fugitius que procedeixen de Troia segueixen al seu cap Enees de camí cap al riu Tíber, on volen fundar una nova ciutat. El idíl·lic projecte pressuposa una urbs en què els seus habitants podran viure en pau, lluny de la injustícia i l'esclavitud.

- 1962. La destrucció de Corint: El centurió romà Caius Vincius arriba a Corint en missió diplomàtica. Al cap de poc temps, es trobarà amb l'alçament dels partidaris de la independència grega. Però això no és tot, Vincius està perdudament enamorat d'una dona que resulta ser la filla del líder contrari a Roma.

- 1963. Juli Cèsar, el conqueridor de las Galies: Juli Cèsar, davant l'oposició del senat, organitza l'exèrcit per lluitar contra els gals. Liderats per Vercingetorix, els gals es disposen a segrestar-. La reina Astrid intervindrà a favor seu. La gran batalla entre els romans i els bàrbars gals està preparada. Basada en el llibre "Comentaris a la guerra de les Galias" del propi Júli Cèsar.

- 1963. El fill d'Espartac: Capturat durant una missió, el jove Rando, centurió romà, és sotmès a esclavitud pels Lidios. Havent estat reconegut, mitjançant un amulet, pels seus companys de desventura, com a fill d'Espartaco, Rando acabdilla una rebel·lió i adquireix la llibertat. Entretant Crasso, governador de Lídia, oprimeix de manera malvada a la regió.

- 1964. Saúl i David: Segle XI a.C. Narra la vida del jove David i la seva relació amb Saül, el primer rei d'Israel, el govern es veu entelat per les seves desviacions i per la creixent popularitat de David.

- 1964. La caiguda de l'Imperi Romà: Viena, any 180 d. C .: les tropes de Marc Aureli s'allotgen en els voltants del riu Danubi. L'emperador i el seu conseller Timónides reben als reis i procònsols de l'imperi per tal d'anunciar-los que l'emperador no va delegar el poder al seu fill Còmode sinó al general Livi

- 1964. Combat de gegants: La seva trama està emparentada amb el clàssic peplum Hèrcules encadenat. Igualment, aquí l'heroi arriba al regne de Lídia i no pot resistir-se a viure una vida de plaer al costat de la reina Ónfale

- 1964. Maciste a les mines del rei Salomó: El rei de Zimba una ciutat aïllada al cor de l'Àfrica, ha manat tancar l'accés a les mines del rei Salomó, prohibint l'extracció del valuós mineral que hi ha en elles i així poder transformar-les en un temple sagrat.

- 1964. Hèrcules contra els homes de la lluna: A l'antiga Grècia, una raça d'alienígenes malvats de la terra Lluna sobre la Terra. Durant anys han aterrit a la propera ciutat de Samar. Hèrcules intenta alliberar el poble del regne de Samar de la regla del seu mal reina.

- 1964. El magnífic gladiador: Els soldats romans capturen a Atalus (o Hèrcules, segons el doblatge) en una batalla a les fronteres de l'Imperi Romà. El porten a Roma, on es guanya el respecte de l'emperador Galianus per la seva destresa com a gladiador. Velida, la filla de Galianus, s'enamora d'ell; però un noble ambiciós anomenat Zullo vol casar-se amb ella per després prendre el tron. Zullo organitza el segrest de l'emperador i el reemplaça per una persona d'aspecte similar, enganyant a tots. Aquest decreta el casament de Velida amb Zullo i també la detenció immediata de Atalus ...

- 1964. Els invencibles germans Maciste: Darrere d'una enorme cascada es troba l'entrada a un món ocult, governat per una malvada reina que sotmet a la seva població com a esclaus, obligant-los entre altres coses a girar contínuament una sínia, i exercint un control mental sobre ells en vaticinar la fi del món. Jana, promesa del príncep Akim, és raptada per la reina amb el propòsit d'intentar seduir Akim. Maciste i el seu germà van al seu rescat.
- 1965. Hèrcules i la princesa de Troia: la pel·lícula s'obre amb l'afirmació que el poble de Troia han de sacrificar un cop al mes a una donzella no sigui un monstre marí destruir la seva ciutat. Hèrcules (Gordon Scott), a bord de l'Olympia, es troba amb un d'aquests vaixells i allibera els troians a bord. Anar a Troia, Hèrcules se li dona ús de dos cavalls que no poden ser ferits per les fletxes.
- 1965. Desafiament del Gladiador: el senador romà traïdor Lucius Quintilius planeja un viatge secret a Tràcia per recuperar un tresor llegendari. Està acompanyat per la seva filla Lívia fent-se passar per una esclava cristiana, el seu cruel home de confiança Commodio i Terenzius, un gladiador retirat
- 1965. Hercules contra els fills del Sol: Hèrcules naufraga a l'Amèrica precolombina, més concretament en terres dels Incas. Allà es fa amic de Mita, un príncep l'oncle, Atahualpa, ha usurpat el tron del seu pare. Hèrcules s'uneix a les forces de Mita per acabar amb el tirà i alliberar el rei empresonat.
- 1965. El desafiament dels gegants: per alliberar el seu fill, segrestat per la deessa de la terra Gea, Hèrcules part cap al regne subterrani, la qual cosa és aprofitat pel fill d'aquesta per suplantar la personalitat de l'mitològic heroi.
- 1965. El conqueridor de l'Atlàntida: film de gènere peplum, dirigit per Alfonso Brescia. Després de naufragar en les costes d'Àfrica, Heracles (o Hèrcules) es veu immers en les disputes entre dues tribus del desert. Disposat a posar fi al conflicte, decideix investigar els seus orígens, descobrint que els veritables responsables dels diferents atacs són els pobladors de la mítica Atlàntida.
- 1980. Els Càntabres: La pel·lícula recrea la història del cabdill càntabre Corocotta, de qui no es tenen prou feines dades historiogràfics, i de com va posar en escac a les tropes de Marc Vipsani Agripa.

### Fi de l'època daurada
L'excessiva reiteració d'arguments i l'evident pobresa de mitjans dels films peplum van acabar amb el gènere. Així, el 1964 es roda la que es considera l'última pel·lícula de la fornada peplum, Combat de gegants, de Giorgio Capitani, que reuneix els grans herois del gènere, Hèrcules, Samsó, Maciste i Ursus en una mateixa pel·lícula. No obstant això, les pel·lícules "de romans" de baix pressupost seguirien rodant-se fins a començaments de la dècada de 1980.
Tot i així, la influència del peplum al cinema popular ha estat força important. Tot i que el peplum va ser arraconat per l'aparició del gènere spaghetti western, aquest nou gènere cinematogràfic va prendre diversos elements del peplum, incloent el protagonista errant que viatja d'un lloc a un altre, lliurant a cada poble una batalla contra l'opressió. També és de destacar l'èxit d'alguna pel·lícula com L'Odissea, o les sèries de televisió Hèrcules: Els seus viatges llegendaris i Xena: la princesa guerrera, sèries que en el fons eren reedicions de les antigues pel·lícules peplum, amb efectes especials moderns i trames una mica canviades.

## Actors i actrius del peplum
· Chelo Alonso: La seva primera vocació va ser la dansa, i va arribar a actuar al Teatre Nacional de Cuba, de l'Havana, i al Folies-Bergere de París. Les seves habilitats com a ballarina li serien de molta utilitat a la seva carrera cinematogràfica. Es va casar amb el productor Aldo Pomilia el 1961, i va abandonar el cinema l'any 1968 per retirar-se a Siena (Itàlia), on viu encara.
· Nigel Green: Entre la pirotècnia visual que van protagonitzar els esquelets i els gegants de bronze que va desenvolupar el geni dels efectes especials Ray Harryhausen també hi havia Hèrcules, en un paper secundari. Nigel Green va ser l'encarregat d'interpretar-lo en la pel·lícula de culte de Don Chaffey, 'Jàson i els argonautes'.
· Mickey Hargitay: Va ser el marit de la famosa actriu Jayne Mansfield, amb qui va compartir cartell en quatre pel·lícules. En la segona d'elles, titulada 'Els amors d'Hèrcules', es va ficar en la pell del nostre heroi.
· Sylva Koscina: (Sylva Koskinon: Zagreb, 22 d'agost de 1933 - Roma, 26 de desembre de 1994) va ser una actriu italiana. Els seus treballs més famosos van ser com a heroïna de «pel·lícules de peplum» al costat de Steve Reeves en les seves primeres aparicions com Hèrcules, i va treballar també amb estrelles com Paul Newman i Kirk Douglas.
· Hedy Lamarr: (Viena, 9 de novembre de 1914 – Altamonte Springs, 19 de gener de 2000) va ser una actriu, productora i inventora estatunidenca, nascuda Hedwig Eva Maria Kiesler en el si d'una família jueva.
· Sthephen L. Reeves: (Glasgow, Montana, 21 de gener de 1926 - Escondido, California, 1 de maig de 2000) Culturista i actor nord-americà, que destaca en els films de gènere peplum realitzats a Itàlia des de finals dels cinquanta fins a mitjans dels seixanta. Aquests èxits el van animar a intentar una carrera com a actor, i va estar a punt de convertir-se en el Samsó de la pel·lícula de Cecil B. DeMille Sanson i Dalila, però finalment va ser Victor Mature el triat, així que el debut cinematogràfic de Reeves va ser en 1954 de la mà d'Ed Wood en la pel·lícula Jail Baits. No obstant això en aquest mateix any 1954 apareixeria en un altre projecte de major prestigi: una comèdia musical de la Metro anomenada Athena, dirigida pel prolífic Richard Thorpe i protagonitzada per estrelles de la productora com Jane Powell.
· Victor Maure: (Louisville, Kentucky, 29 de gener de 1913 - Rancho Santa Fe, Califòrnia, 4 d agost de 1999) fou un actor cinematogràfic estatunidenc. Un dels actors més populars els anys quaranta i cinquanta, interpretà pel·lícules com My Darling Clementine (1946), de John Ford, i, sobretot, grans superproduccions històriques, com Samson and Delilah (1949), de Cecil B. DeMille, La túnica sagrada (1953), de Henry Koster, i Demetri i els gladiadors (1954), de Delmer Daves. També actuà en destacades pel·lícules policíaques com Kiss of Death (1947), de Henry Hathaway.
· Silvana Mangano: (Roma, 23 d'abril del 1930 - Madrid, 16 de desembre del 1989) va ser una actriu de cinema italiana. Es va formar com a ballarina i es va ajudar econòmicament com a model. El primer contacte de Mangano amb el cinema va tenir lloc per la seva relació romàntica amb l'actor Marcello Mastroianni. Encara trigaria un temps a ser coneguda internacionalment amb la seva impressionant interpretació a Arròs amarg de Giuseppe De Santis, del 1949. El 1950, va treballar al costat d'Amedeo Nazzari en Il brigante musolino. Tot i que mai no va arribar a l'altura de les seves contemporànies Sophia Loren i Gina Lollobrigida, Mangano va romandre com unes de les estrelles favorites entre els anys 1950 i 1970.
· Gianna Maria Canale: (12 de setembre de 1927 - 13 de febrer de 2009) Va ser una actriu italiana. Va néixer a la ciutat de Reggio de Calàbria. El 1947, en el concurs de bellesa Miss Itàlia, guanyat per Lucia Bosè, va obtenir el segon lloc. Va rebre ofertes per a publicitat d'algunes revistes italianes després d'això. El seu look era comparat amb el d'Ava Gardner. Riccardo Freda li va oferir un paper en una pel·lícula, després es van enamorar i es van casar al Brasil, on van filmar dues pel·lícules. A Canale però no li agradava viure a Sud-amèrica i tots dos van tornar a Itàlia, on el seu marit la va dirigir en algunes pel·lícules del gènere peplum i de cinema de terror i aventura italians. ‘Els Vampirs' va ser la seva última pel·lícula, dirigida per Riccardo Freda. Es va retirar de la indústria del cinema el 1964 i va morir a Sutri.
· Reg Park: El britànic Reg Park va ser Hèrcules en dues pel·lícules, totes dues amb històries que disten bastant del mite original. Van ser La conquesta de l'Atlàntida (1961), on va haver d'enfrontar-se amb la Reina dels atlants, que pretenia conquerir la Terra, i Hèrcules al centre de la Terra, en què havia de baixar fins als inferns per recuperar una pedra màgica.
· Jimmy Tapp: Molt abans que el món de l'animació fes a Hèrcules pèl-roig, com el de la versió Disney, hi havia el de pèl fosc, que recordava alguna cosa més que vagament a Superman. La sèrie de dibuixos que va protagonitzar, anomenada Poderós Hèrcules, va durar tres anys (1963-1966).